# Ein HaHoresh
Ein HaHoresh (en hébreu : עֵין הַחוֹרֵשׁ, litt. « la fontaine du laboureur » ; et en arabe : عين هحوريش) est un kibboutz situé dans le conseil régional d'Emek Hefer, dans le centre d'Israël, au nord de Netanya. Il compte 874 habitants en 2022.

## Histoire
Le kibboutz est fondé en 1931 par des membres de l'Hashomer Hatzaïr.